# Hong Sung-wook
Hong Sung-wook (kor. 홍성욱; * 17. September 2002 in Busan) ist ein südkoreanischer Fußballspieler.

## Karriere

### Verein
Hong Sung-wook erlernte das Fußballspielen in den Schulmannschaften der Haedong Elementary School, der Saha Middle School sowie in der Busan BuGyeong High School. Seinen ersten Vertrag unterschrieb er am 5. Januar 2021 bei Jeju United. Das Fußballfranchise aus Jeju spielte in der ersten südkoreanischen Liga. Sein Ligadebüt gab er am 11. April 2021 im Spiel gegen die Suwon Samsung Bluewings. Hier stand er in der Startelf und wurde in der 32. Minute gegen Gerso Fernandes ausgewechselt. Jeju gewann das Spiel 2:1. Im Juli 2022 wechselte er nach Thailand, wo er an den Erstligisten Muangthong United ausgeliehen wurde. Nach drei Erstligaspielen kehrte er im Dezember 2022 nach Südkorea zurück. Nach seiner Rückkehr wechselte er im Januar 2023 zum Zweitligisten Bucheon FC 1995.

### Nationalmannschaft
Hong Sung-wook spielte bisher für die südkoreanische U17 und die südkoreanische U18-Nationalmannschaft.